# Palazzo delle Scuole Palatine
Le palais de l'École Palatine (en italien : palazzo delle Scuole Palatine, ou plus simplement Scuole Palatine) est un bâtiment historique de la ville de Milan, en Italie, situé sur la piazza Mercanti, qui constituait le centre historique de la cité à l'époque médiévale.

## Histoire
Le palazzo abritait de nombreuses écoles supérieures du Milan médiéval. De nombreux savants, de différentes époques, ont étudié ou enseigné dans ces écoles. Parmi eux, Augustin d'Hippone et Cesare Beccaria y ont été professeurs.
L'école fut installée sur la piazza Mercanti sous le règne du duc Jean Marie Visconti. Après sa destruction en 1644 par un incendie, elle fut reconstruite par l'architecte Carlo Buzzi, selon les canons architecturaux du prestigieux palazzo dei Giureconsulti tout proche.
L'édifice est orné de plusieurs éléments, dont une épigramme d'Ausone, célébrant Milan comme la "Nouvelle Rome" du IVe siècle, une statue d'Augustin du sculpteur Pietro Lasagna, et une statue d'Ausone.